# Krummhörn
Krummhörn egy község Németországban, az Aurichi járásban. Lakosainak száma 11 723 fő (2023. december 31.).

## Népessége
| Lakosok száma | 12 123 | 12 209 | 12 165 | 11 997 | 11 832 | 11 854 | 11 838 | 11 723 |
|               | 2015   | 2016   | 2017   | 2019   | 2020   | 2021   | 2022   | 2023   |